# Descobriments paleontològics del 2008
La Paleontologia (del grec: paleo, "vella"; ontos, "ésser"; i logos, "coneixement") és l'estudi de les formes de vida prehistòriques de la Terra a través de l'examen dels fòssils de plantes i animals. Això inclou, entre d'altres, l'estudi de fòssils del cos, empremtes (icnites), forats i femtes (copròlits). La paleontologia té una llarga història ja des d'abans de quedar formalitzada com una ciència. En aquest article es citen els descobriments significatius i esdeveniments relacionats amb la paleontologia ocorreguts durant el 2008.

## Amfibis
Jenkins, F. A., jr, Shubin, N. H., Gatesy, S. M.,i Warren, A., 2008, Gerrothorax pulcherrimus de l'alt Triàsic a l'est de Groenlàndia: Journal of Vertebrate Paleontology, v. 28, n. 4, p. 935-950.

### Amfibis que recentment han rebut un nom
| Currently valid amphibian genera named in 2008 | Currently valid amphibian genera named in 2008 | Currently valid amphibian genera named in 2008 | Currently valid amphibian genera named in 2008 |
| Nom                                            | Estatus                                        | Autors                                         | Imatges                                        |
| ---------------------------------------------- | ---------------------------------------------- | ---------------------------------------------- | ---------------------------------------------- |
| Beelzebufo                                     | Tàxon vàlid                                    | - Evans, Jones, & Krause,                      |                                                |
| Gerobatrachus                                  | Tàxon vàlid                                    |                                                |                                                |

## Dinosaures
- Ous d'Oviraptorosaure amb embrions (esquelet) trobats per primera vegada a la Xina.[3]
- Fòssils de teròpodes del Juràssic tardà trobats per primera vegada a Mongòlia.[4]
- Es publica un nou estudi de la variació morfològica de la dentició en teròpodes a la formació Milk River (Cretaci).[5]

### Dinosaures que recentment han rebut un nom
28 nous gèneres de dinosaures el 2008. Dades gràcies a la llista de gèneres de dinosaures de George Olshevky.
| Nom               | Estatus                                                                          | Autors                                | Autors                             | Notes | Imatges |
| ----------------- | -------------------------------------------------------------------------------- | ------------------------------------- | ---------------------------------- | ----- | ------- |
| Albertonykus      | Tàxon vàlid                                                                      | - Longrich                            | - Currie                           |       |         |
| Austroraptor      | Tàxon vàlid                                                                      | - Novas - Pol - Canale                | - Porfiri - Calvo                  |       |         |
| Dakotadon         | Tàxon vàlid                                                                      | - Gregory S. Paul                     |                                    |       |         |
| Daxiatitan        | Tàxon vàlid                                                                      |                                       |                                    |       |         |
| Diceratus         | Objective junior synonym of Nedoceratops; possible junior synonym of Triceratops | - Octávio Mateus                      |                                    |       |         |
| Dollodon          | Tàxon vàlid                                                                      | - Gregory S. Paul                     |                                    |       |         |
| Dongyangosaurus   | Tàxon vàlid                                                                      | - Lü - Azuma - Chen R.                | - Zheng - Jin X.                   |       |         |
| Duriavenator      | Tàxon vàlid                                                                      | - Benson                              |                                    |       |         |
| Eocarcharia       | Tàxon vàlid                                                                      | - Paul Sereno                         | - Stephen L. Brusatte              |       |         |
| Eomamenchisaurus  | Tàxon vàlid                                                                      | - Lü - Li T. G. - Zhong               | - Ji Q. - Li S. X.                 |       |         |
| Epidexipteryx     | Tàxon vàlid                                                                      | - Zhang F. - Zhou Z. - Xu X.          | - Wang X. L. - C. Sullivan         |       |         |
| Gobiceratops      | Tàxon vàlid; possible sinònem jove de Bagaceratops                               | - Alifanov                            |                                    |       |         |
| Kryptops          | Tàxon vàlid                                                                      | - Paul Sereno                         | - Stephen L. Brusatte              |       |         |
| Loricatosaurus    | Tàxon vàlid                                                                      | - Maidment - David B. Norman          | - Barrett - Upchurch               |       |         |
| Malarguesaurus    | Tàxon vàlid                                                                      | - González-Riga - Previtera           | - Pirrone                          |       |         |
| Microceratus      | Nomen dubium                                                                     | - Octávio Mateus                      |                                    |       |         |
| Orkoraptor        | Tàxon vàlid                                                                      | - Novas - Ezcurra                     | - Lecuona                          |       |         |
| Peloroplites      | Tàxon vàlid                                                                      | - Carpenter - Bartlett                | - Bird - Barrick                   |       |         |
| Pitekunsaurus     | Tàxon vàlid                                                                      | - Filippi - Garrido                   |                                    |       |         |
| Qingxiusaurus     | Tàxon vàlid                                                                      | - Mo - Huang C. - Zhao Z.             | - Wang W. - Xu Xin                 |       |         |
| Sahaliyania       | Tàxon vàlid                                                                      | - Pascal Godefroit - Hai Shulin       | - Yu Tingxiang - Pascaline Lauters |       |         |
| Similicaudipteryx | Tàxon vàlid                                                                      | - He T. - Wang X. L. - Zhou Z.        |                                    |       |         |
| Tastavinsaurus    | Tàxon vàlid                                                                      | - José I. Canudo - Rafael Royo-Torres | - Gloria Cuenca-Bescós             |       |         |
| Uberabatitan      | Tàxon vàlid                                                                      | - Salgado                             | - Carvalho                         |       |         |
| Wulagasaurus      | Tàxon vàlid                                                                      | - Pascal Godefroit - Hai Shulin       | - Yu Tingxiang - Pascaline Lauters |       |         |

### Altres publicacions
- Hutchinson, J.R., Miller, C., Fritsch, G., and Hildebrandt, T. 2008. The anatomical foundation for multidisciplinary studies of animal limb function: examples from dinosaur and elephant limb imaging studies; pp. 23–38 in Endo, H. and Frey, R. (eds.), Anatomical Imaging: Towards a New Morphology. Springer Verlag, Tokyo.

- Witmer, L.M., Ridgely, R.C., Dufeau, D.L., and Semones, M.C. 2008. Using CR to peer into the past: 3D visualization of the brain and ear regions of birds, crocodiles, and nonavian dinosaurs; pp. 67–88 in Endo, H. and Frey, R. (eds.), Anatomical Imaging: Towards a New Morphology. Springer Verlag, Tokyo.

## Peixos cartilaginosos
- Cicimurri, D. J., D. C. Parris and M. J. Everhart. 2008. Partial dentition of a chimaeroid fish (Chondrichthyes, Holocephali) from the Upper Cretaceous Niobrara Chalk of Kansas, USA. Journal of Vertebrate Paleontology 28(1):34-40.

## Anàpsids

### Anàpsids que recentment han rebut un nom
| Gèneres d'anàpsids vàlids amb els noms posats durant el 2008 | Gèneres d'anàpsids vàlids amb els noms posats durant el 2008 | Gèneres d'anàpsids vàlids amb els noms posats durant el 2008 | Gèneres d'anàpsids vàlids amb els noms posats durant el 2008 |
| Nom                                                          | Estatus                                                      | Autors                                                       | Imatges                                                      |
| ------------------------------------------------------------ | ------------------------------------------------------------ | ------------------------------------------------------------ | ------------------------------------------------------------ |
| Odontochelys                                                 | Tàxon vàlid                                                  | - Li et al.                                                  |                                                              |
| Condorchelys                                                 | Valid taxon                                                  | - Sterli                                                     |                                                              |

## Esquamats

### Revistes
- Everhart, M.J. 2008. A bitten skull of Tylosaurus kansasensis (Squamata: Mosasauridae) and a review of mosasaur-on-mosasaur pathology in the fossil record. Kansas Academy of Science, Transactions 111(3/4):251-262

- Everhart, M.J. 2008. The mosasaurs of George F. Sternberg, paleontologist and fossil photographer. Proceedings of the Second Mosasaur Meeting, Fort Hays Studies Special Issue 3, Fort Hays State University, Hays, Kansas, pp. 37–46.

- Polcyn, M.J. and Everhart, M.J. 2008. Description and phylogenetic analysis of a new species of Selmasaurus (Mosasauridae: Plioplatecarpinae) from the Niobrara Chalk of western Kansas. Proceedings of the Second Mosasaur Meeting, Fort Hays Studies Special Issue 3, Fort Hays State University, Hays, Kansas, pp. 13–28.

- Polcyn, M.J., Bell, G.L., Jr., Shimada, K. and Everhart, M.J. 2008. The oldest North American mosasaurs (Squamata: Mosasauridae) from the Turonian (Upper Cretaceous) of Kansas and Texas with comments on the radiation of major mosasaur clades. Proceedings of the Second Mosasaur Meeting, Fort Hays Studies Special Issue 3, Fort Hays State University, Hays, Kansas, pp. 137–155.

- Everhart, M.J. 2008. Rare occurrence of a Globidens sp. (Reptilia; Mosasauridae) dentary in the Sharon Springs Member of the Pierre Shale (Middle Campanian) of Western Kansas. p. 23-29 in Farley G. H. and Choate, J.R. (eds.), Unlocking the Unknown; Papers Honoring Dr. Richard Zakrzewski,, Fort Hays Studies, Special Issue No. 2, 153 p., Fort Hays State University, Hays, KS.

## Placoderms
- Materpiscis nou gènere de placoderms amb embrió fossilitzat.

### Placoderms que recentment han rebut un nom
| Gèneres vàlids de placoderms amb els noms posats durant el 2008 | Gèneres vàlids de placoderms amb els noms posats durant el 2008 | Gèneres vàlids de placoderms amb els noms posats durant el 2008 | Gèneres vàlids de placoderms amb els noms posats durant el 2008 |
| Nom                                                             | Estatus                                                         | Autors                                                          | Imatges                                                         |
| --------------------------------------------------------------- | --------------------------------------------------------------- | --------------------------------------------------------------- | --------------------------------------------------------------- |
| Materpiscis                                                     | Tàxon vàlid                                                     | - J. A. Long - K. Trinajstic - G. C. Young - T. Senden          |                                                                 |

## Plesiosaures

### Nous tàxons
| Nom            | Estatus | Autors                                                                | Autors | Notes                      |
| -------------- | ------- | --------------------------------------------------------------------- | ------ | -------------------------- |
| Nichollsia     | Preocc  | Druckenmiller Russell                                                 |        | també un gènere d'isòpodes |
| Occitanosaurus | valid   | Bardet Fernandez Garcia-Ramos Superbiola Pinuela Ruiz-Omenaca Vincent |        |                            |

|  |
|  |

## Pterosaures

### Nous tàxons
| Nom             | Estatus | Authors                          | Authors | Notes |
| --------------- | ------- | -------------------------------- | ------- | ----- |
| Elanodactylus   | Vàlid   | Andres Ji, Q.                    |         |       |
| Hongshanopterus | Vàlid   | Xiaolin Wang de Almeida et al.   |         |       |
| Mythunga        | Vàlid   | Molnar Thulborn, R.A.            |         |       |
| Nemicolopterus  | Vàlid   | Wang Kellner et al.              |         |       |
| Raeticodactylus | Vàlid   | Stecher                          |         |       |
| Shenzhoupterus  | Vàlid   | Lü J. Unwin et al.               |         |       |
| Volgadraco      | Vàlid   | Averiànov Arkhangelsky Pervushov |         |       |

|  |
|  |

## Xifosaures
- Un nou gènere i espècie, Lunataspis aurora datata ara del Cambrià fa 445 milions d'anys.

### Xifosaures que recentment han rebut un nom
| Currently valid xiphosuran genera named in 2008 | Currently valid xiphosuran genera named in 2008 | Currently valid xiphosuran genera named in 2008         | Currently valid xiphosuran genera named in 2008 |
| Nom                                             | Estatus                                         | Autors                                                  | Imatges                                         |
| ----------------------------------------------- | ----------------------------------------------- | ------------------------------------------------------- | ----------------------------------------------- |
| Lunataspis                                      | Tàxon vàlid                                     | - Godfrey S. Nowlan - David M. Rudkin - Graham A. Young |                                                 |